# Muscoline
Muscoline (Musculine in dialetto bresciano) è un comune italiano di 2 707 abitanti della provincia di Brescia in Lombardia.

## Storia

### Simboli
Lo stemma comunale è stato riconosciuto con decreto del capo del governo del 16 febbraio 1943.
Il gonfalone è un drappo di azzurro.

## Monumenti e luoghi d'interesse
- Chiesa parrocchiale di Santa Maria Assunta
- Chiesa parrocchiale di San Martino Vescovo di Castrezzone
- Chiesa di Santa Maria Assunta di Burago
- Chiesa di San Giovanni Battista di Cabianco
- Chiesa di San Pietro Apostolo di Morsone
- Chiesa di San Rocco di Moniga del Bosco

## Società

### Evoluzione demografica
Abitanti censiti

## Amministrazione
Il sindaco attuale è Giovanni Alessandro Benedetti e la sede del Comune (Piazza Roma) è al centro nella frazione Chiesa, in cui l'edificio che domina è la Chiesa Parrocchiale di Santa Maria Assunta (Via Chiesa).